# Bára Vránová
Bára Vránová (* 11. srpna 1998) je česká novinářka a reportérka, od srpna 2025 zahraniční zpravodajka Českého rozhlasu na Slovensku.

## Život
Vystudovala obor mediální a komunikační studia na Filozofické fakultě Univerzity Palackého (promovala v roce 2023 a získala titul Mgr.). Během studia působila jako stážistka v mediální společnosti MAFRA (2020) a na Velvyslanectví ČR ve Vídni (2022).
Pracovní kariéru začínala od dubna 2021 do února 2023 v České televizi jako redaktorka zpravodajství a editorka sociálních sítí pořadu Newsroom ČT24.
Od roku 2023 působí v zahraniční redakci Českého rozhlasu. Od srpna 2025 se stala zahraniční zpravodajkou Českého rozhlasu na Slovensku, kde vystřídala Ladislava Nováka. Pokrývá také dění v Rakousku a Maďarsku.